# Lady Jane
Lady Jane je britský dramatický film z roku 1986. Režisérem filmu je Trevor Nunn. Hlavní role ve filmu ztvárnili Helena Bonham Carterová, Cary Elwes, Jane Lapotaireová, Patrick Stewart a Sara Kestelmanová.

## Obsazení
| Helena Bonham Carterová | Jane Greyová       |
| Cary Elwes              | Guildford Dudley   |
| Jane Lapotaireová       | Marie I.           |
| Patrick Stewart         | Henry Grey         |
| Sara Kestelmanová       | Frances Brandonová |
| Michael Hordern         | doktor Feckenham   |
| John Wood               | John Dudley        |
| Jill Bennettová         | paní Ellen         |